# Zlatna arena za režiju u manjinskoj koprodukciji
Od 2010. godine dodjeljuje se Nagrada za najbolju režiju u manjinskoj koprodukciji stranim redateljima koji su snimali filmove uz hrvatsku koprodukciju.

### Zlatna Arena za najbolje režijsko ostvarenje u manjinskoj koprodukciji  (2010. – danas)
| Godina | Dobitnik                 | Naslov filma                        |
| ------ | ------------------------ | ----------------------------------- |
| 2010.  | Jasmila Žbanić           | Na putu                             |
| 2011.  | Metod Pevec              | Laku noć, gospođice                 |
| 2012.  | nagrada nije dodijeljena |                                     |
| 2013.  | Srđan Golubović          | Krugovi                             |
| 2014.  | nagrada nije dodijeljena |                                     |
| 2015.  | Vuk Ršumović             | Ničije dete                         |
| 2016.  | Rúnar Rúnarsson          | Vrapci                              |
| 2017.  | Miloš Radović            | Dnevnik mašinovođe                  |
| 2019.  | Teona Strugar Mitevska   | Bog postoji, njeno ime je Petrunija |
| 2020.  | Metod Pevec              | Ja sam Frenk                        |